# Hoctunus vespertillo
Hoctunus vespertillo är en kräftdjursart som beskrevs av Stanley B. Mulaik 1960. Hoctunus vespertillo ingår i släktet Hoctunus och familjen Philosciidae. Inga underarter finns listade i Catalogue of Life.